# Інцидент з бурим ведмедем в Санкебецу
Інцидент з бурим ведмедем в Санкебецу (яп. 三 毛別羆 事件 事件 事件 事件 事件事件 事件, Sankebetsu higuma jiken) також відомий як напад ведмедя в Рокусен-сава (яп. 六線沢熊害事件) або інцидент з бурим ведмедем у Томамаї (яп. 苫前羆事件) — напад ведмедя на людей з найбільшою кількістю людських жертв в історії Японії, що відбувся в грудні 1915 року у віддаленій сільській місцевості Хоккайдо, в селах Санкебецу та Рокусен-сава повіту Томамае в окрузі Румої.
Протягом місяця бурий ведмідь, що прокинувся раніше часу, тримав в облозі свіжозаселене село Санкебецу і хутір, що примикав до нього, з'ївши за цей час щонайменше сімох селян, поки місцеві поліцейські та зібрані з усієї округи мисливці не змогли нарешті його застрелити.
На основі цих подій у 1990 році було знято фільм «Жовті ікла» режисера Сін'їті Тіби.